# Gelao
Pour les articles homonymes, voir Gelao (homonymie).

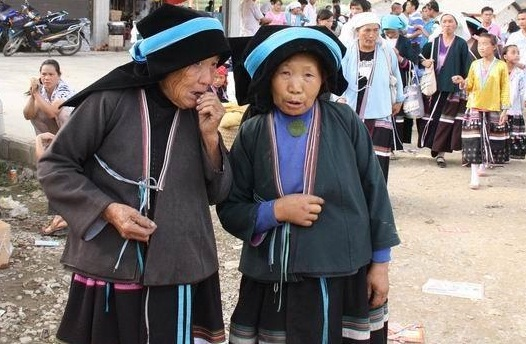
Femmes âgées de l'ethnie Gelao dans le xian autonome de Longlin, dans le Guangxi

Les Gelao (également écrit Gelo, chinois : 仡佬族 ; pinyin : Gēlǎo zú) sont un des 56 groupes ethniques officiellement reconnus par la république populaire de Chine. Au nombre de 580 000 environ à la fin du XXe siècle, ils habitent principalement dans la partie occidentale de la province du Guizhou. Certains vivent dans le Guangxi, le Yunnan et le Sichuan. La religion principale pratiquée est le taoïsme.

## Langue
La langue des Gelao appartient au groupe dit ge-chi de la branche kadai des langues tai-kadai. Aujourd'hui, seulement un quart des Gelao parle encore cette langue. Comme les divers dialectes gelao diffèrent considérablement les uns des autres, le mandarin est utilisé comme lingua franca et est maintenant la langue principale parlée par les Gelao. Les langues des Miao, des Yi et des Bouyei sont également employées. La langue des Gelao n'a pas d'écriture propre et utilise des caractères chinois pour sa transcription.